# Mimochroa salentia
Mimochroa salentia är en fjärilsart som beskrevs av Swinhoe 1915. Mimochroa salentia ingår i släktet Mimochroa och familjen mätare. Inga underarter finns listade i Catalogue of Life.